# バム地震
バム地震(バムじしん、2003 Bam earthquake)は、2003年12月26日午前5時28分、イラン南東部のケルマーン州バムで起きたマグニチュード（Mw）6.6の直下型地震。

## 概要
アドベ建築や無補強レンガ組石造でできた住宅の多くが倒壊し、旧市街の80%以上の建物が倒壊し、死者26,271人から43,200人、世界遺産に登録されたアルゲ・バムはほぼ全壊したが、RC構造物は比較的被害も小さいものとなった。 2004年7月にユネスコは同遺産を『バムとその文化的景観』として世界遺産に登録、同時に「危機にさらされている世界遺産」リストにも登録した。2013年6月に遺跡の修復・保全活動が評価され危機遺産リストから除外された。

## 地震への反応
12月29日、モハンマド・ハータミー大統領らが現地入りし緊急閣議を開いた。またイランの最高指導者であるアリー・ハーメネイーが現地入りし市民に演説、翌年1月1日にはハーシェミー・ラフサンジャーニー公益会議議長も現地で行われた犠牲者追悼式典に出席した。
日本からは国際緊急援助隊として医師、看護師、医療スタッフなど23名が12月28日から30日にかけて到着し1月7日までに1,051名の患者を診察し1月11日に帰国した。また自衛隊機、商用機により緊急援助物資を輸送した。